# ムン・ジュンヨン
ムン・ジュンヨン（문준영、1989年2月9日 - ）は大韓民国の歌手であり、俳優、ディスクジャッキー、公演企画者で、大韓民国のディスクザッキーとして活動するときに使用する芸名は「アフター」（ZE：A After）。 スター帝国と契約満了後、EXAエンターテイメントを設立し、歌手活動より公演企画の方に主力中。
特技はボウリング、サッカー。
韓国のアイドルグループZE：Aの担当リーダー、ボーカル。名前をジュンヨンからイフに改名。

## 学歴
- 防山小学校、東南小学校（卒業）
- 防衛中学校（卒業）
- ボイン高校（卒業）
- 東亜放送大学
- デジタルソウル文化芸術大学 実用音楽学科（編入後卒業）

## 出演作品

### テレビドラマ
2010年
- ドラマ 検査プリンセス、クラブメンズ駅、結婚してください、グロリア

2011年
- ポセイドン

2013年
- 夫婦クリニック愛と戦争2

### 芸能
2009年
- オフィスリアリティ - 帝国の子供たち 12部作
- 帝国の子供たちのリターンズ 6部作

2010年
- 怪談ハンター

2011年
- 週間アイドル

2015年
- ヘッドライナー